# 高瀬大樹 (プロデューサー)
高瀬 大樹（たかせ ともき、1979年〈昭和54年〉6月30日 - ）は、日本のテレビ・映画プロデューサー。埼玉県越谷市出身。THE SEVEN所属。

## 略歴
1979年、埼玉県出身。PVなどのアルバイトを経て、大学卒業後の2003年から制作進行業務を始める。
『図書館戦争』シリーズや『天空の蜂』『ミュージアム』『チア☆ダン〜女子高生がチアダンスで全米制覇しちゃったホントの話〜』『亜人』『スマホを落としただけなのに』などの映画の制作を担当。
NETFLIX『今際の国のアリス』および『今際の国のアリスSeason2』ではラインプロデューサーを務める。
2022年8月よりTHE SEVEN所属。

## 主な作品

### 映画
- 映画『包帯クラブ』（制作主任・2007年）
- 映画『20世紀少年』1～3章（制作主任・2008～2009年）
- 映画『七瀬ふたたび』（制作主任・2010年）
- 映画『はやぶさ/HAYABUSA』（制作担当・2011年）
- 映画『外事警察』（制作主任・2012年）
- 映画『桐島、部活やめるってよ』（制作主任・2012年）
- 沖縄映画祭出品作品『タバコイ〜タバコで始まる恋物語〜』（制作担当・2012年）
- 映画『エイトレンジャー』（制作応援・2012年）
- 映画『くちづけ』（制作担当・2013年）
- 映画『図書館戦争』（制作担当・2013年）
- 映画『魔女の宅急便』（制作主任・2014年）
- 映画『万能鑑定士Qの事件簿』（制作担当・2014年）
- 映画『図書館戦争 -THE LAST MISSION-』（制作担当・2015年）
- 映画『天空の蜂』（制作担当・2015年）
- 映画『ミュージアム』（制作担当・2016年）
- 映画『チア☆ダン〜女子高生がチアダンスで全米制覇しちゃったホントの話〜』（制作担当・2017年）
- 映画『亜人』（制作担当・2017年）
- 映画『OVER DRIVE』（制作担当・2018年）
- 映画『スマホを落としただけなのに』（制作担当・2018年）

### ドラマ
- NHKドラマ『外事警察』（制作主任・2009年 - ）
- テレビ東京『モテキ』（制作担当・2010年）
- ドラマ『MOZU Season2〜幻の翼〜』（制作応援・2014年）
- TBSドラマ『図書館戦争 ブック・オブ・メモリーズ』（制作担当・2015年）

### Netflix
- Netflixシリーズ『今際の国のアリス』シーズン1（ラインプロデューサー・2020年）
- Netflixシリーズ『今際の国のアリス』シーズン2（ラインプロデューサー・2022年）
- Netflix映画『ゾン100〜ゾンビになるまでにしたい100のこと〜』（応援プロデューサー・2023年）